# Marmolada
La Marmolada (ladin : Marmoleda, allemand : Marmolata) est le plus haut sommet des Dolomites. Culminant à 3 342 ou 3 343 mètres, elle est également appelée la « reine des Dolomites »,.
Elle constitue l'un des neuf lieux appartenant au site Les Dolomites, déclaré en 2009 site du patrimoine mondial par l'UNESCO.

## Toponymie
Le nom de Marmolada pourrait provenir du mot latin marmor, signifiant « marbre » ou « pierre » au sens plus général, ou bien d'une racine indo-européenne attestée par le grec marmar, signifiant « briller » ou « scintiller », en référence au glacier qui s'étend sur son versant nord,.

## Géographie

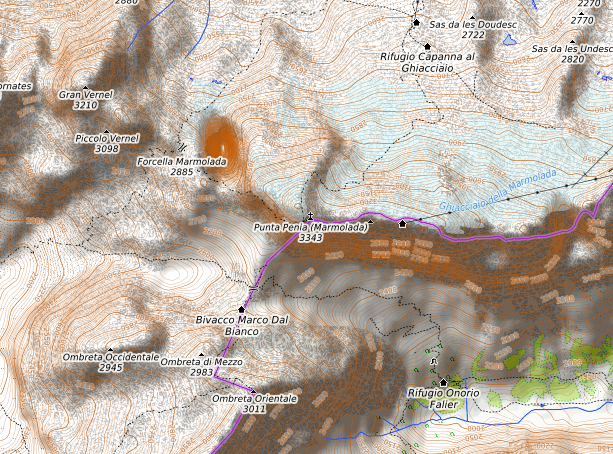
Carte topographique de la Marmolada.

### Situation
La Marmolada est située entre le val di Fassa et le Cordevole, à la frontière entre les provinces de Belluno et de Trente, au nord-est de l'Italie.

### Topographie
Son sommet est constitué de plusieurs pics, dont Punta Penia (3 342 ou 3 343 m, point culminant), Punta Rocca (3 309 m), Punta Ombretta (3 230 m), Monte Serauta (3 069 m), et Pizzo Serauta (3 035 m). Le glacier homonyme est le plus étendu des Dolomites.
Lorsque la Première Guerre mondiale éclate, la frontière austro-italienne passe alors le long de la Marmolada, qui devient le théâtre de combats, comme le confirment les positions encore visibles sur le versant nord.

### Cimes principales
- Punta Penia - 3 342 ou 3 343 m
- Punta Rocca - 3 309 m
- Punta Ombretta - 3 230 m
- Gran Vernel - 3 210 m
- Piccolo Vernel - 3 098 m
- Sasso Vernale - 3 058 m
- Piz Serauta - 3 035 m
- Piz de Guda - 2 134 m
- Punta Cornates - 3 029 m
- Cima Ombretta - 3 011 m
- Cima dell'Uomo - 3 010 m
- Sasso di Valfredda - 3 009 m
- Cima Ombrettòla - 2 931 m
- Monte Fop - 2 892 m
- Monte La Banca - 2 875 m
- Il Colac - 2 715 m
- Punta della Vallaccia - 2 637 m
- Cima d'Auta orientale - 2 624 m
- Cima d'Auta occidentale - 2 602 m
- Cima Barbacin - 2 524 m
- l'Auta - 2 545 m
- Padon - 2 512 m
- Iigogn - 2 389 m
- Sas Bianch - 2 407 m

## Histoire
Pendant la Première Guerre mondiale, la Marmolada marquait une partie du front italo-autrichien et la montagne était le théâtre d'affrontements, comme en témoignent les positions encore visibles sur les faces est et nord. Pour se défendre, les Autrichiens ont même creusé dans le glacier un labyrinthe de tunnels surnommé « la ville de glace » (aujourd'hui disparu à cause des mouvements naturels). Le  13 décembre 1916, dit le « Vendredi Blanc », des avalanches ont frappé des positions italiennes et austro-hongroises sur la Marmolada, tuant des centaines de personnes.
Le 6 juillet 2018, à la demande de la municipalité de Canazei, la frontière entre les régions de Vénétie et du Trentin-Haut-Adige a été déplacée sur la ligne de partage des eaux (donc sur la crête du sommet), assignant ainsi la quasi-totalité du glacier au Trentin et laissant la face vertigineuse sud de la montagne à la province de Belluno,.

### Alpinisme

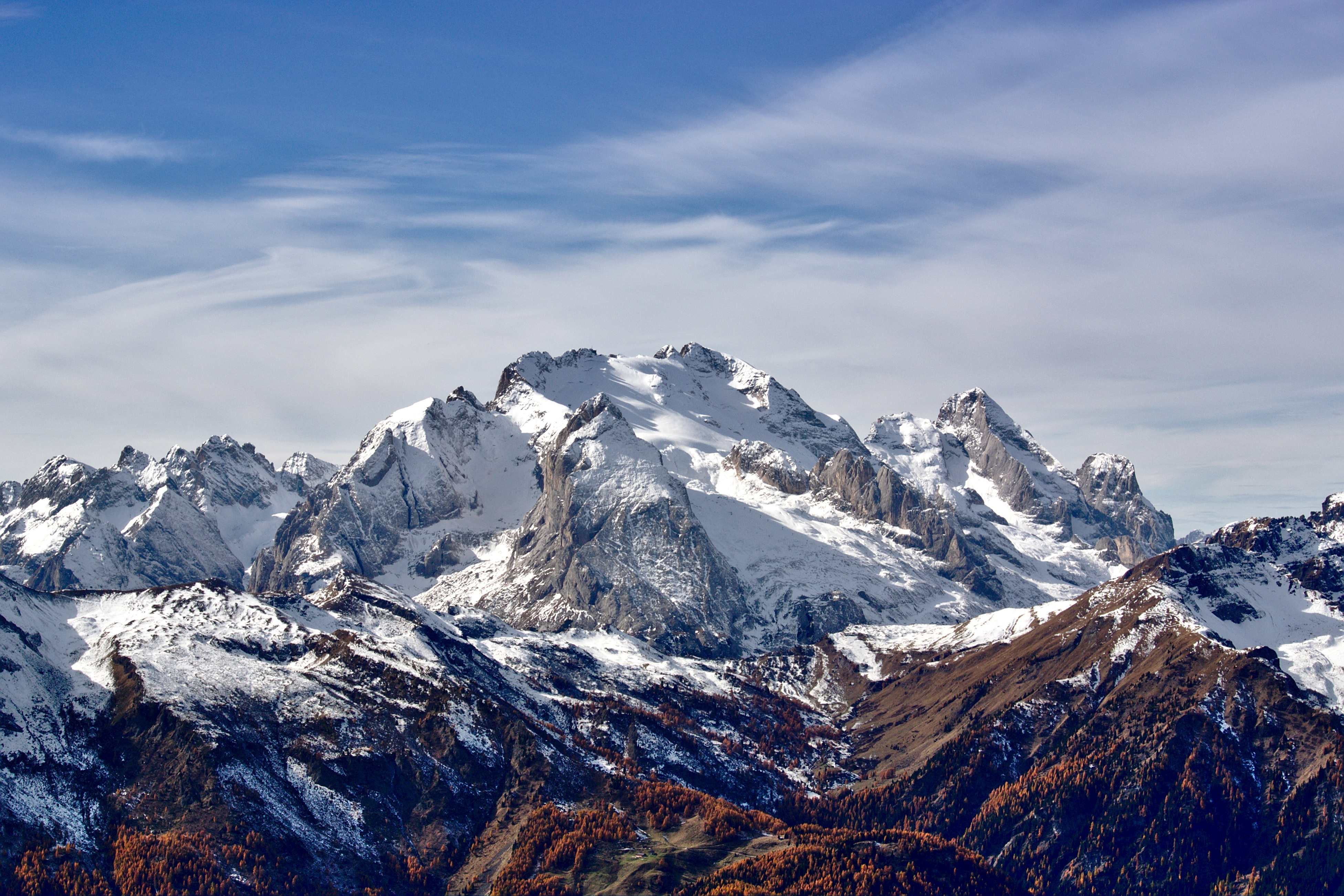
Versant nord de la Marmolada et glacier.

- 1802 - Première tentative par don Giuseppe Terza, chapelain de Pieve di Livinallongo, qui disparaît dans une crevasse le 2 août.
- 1856 - Pellegrino Pellegrini, premier guide des Dolomites, conduit Gian Antonio de Manzoni, Antonio Marmolada, Pietro Mugna et don Lorenzo Nicolai au Pizzo Serauta, le 26 août.
- 1860 - Conquête de la Punta Rocca par John Ball et Victor Tairraz.
- 1864 - Première ascension de la Punta Penia par Paul Grohmann, Pellegrino Pellegrini, Angelo Dimai et Fulgenzio Dimai, par le versant nord, le 28 septembre.
- 1878 - Versant ouest par Alberto de Falkner et Cesare Tomé.
- 1884 - Première traversée de la Marmolada, de la Punta Rocca à la Punta Penia, par Emil Zsigmondy, Otto Zsigmondy et Ludwig Purtscheller.
- 1901 - Face sud par Michele Bettaga et Bortolo Zagonel.
- 1929 - Pilier sud de la Punta Penia par Demeter Christomannos, Luigi Micheluzzi et Roberto Peratoner.
- 1936 - Face sud-est de la Punta Penia par Gino Soldà et Umberto Conforto, du 29 au 31 août et en trente-six heures d'escalade.
- 1936 - Face sud de la Punta Rocca par Giovanni Battista Vinatzer et Ettore Castiglioni.
- 1964 - Ouverture de la voie de l'Idéal à la Punta Ombretta par Armando Aste et Franco Solina en cinquante-quatre heures et avec cinq bivouacs.
- 1969 - Variante de la voie Vinatzer en sortie directe par Reinhold Messner en solo.

## Activités
Aujourd'hui, la montagne est la destination de skieurs et d'alpinistes, et les localités voisines comme Canazei et Malga Ciapela sont des centres touristiques renommés, actifs toute l'année. Jusqu'en 2003, les conditions du glacier permettaient la pratique du ski d'été sur deux ou trois pistes auxquelles on accédait par un téléphérique et par deux remontées mécaniques, commençant à 2 850 m d'altitude et atteignant les 3 000 m.

### Via ferrata
La via ferrata della Marmolada est un itinéraire classique qui permet, en été, de rejoindre le sommet sans trop de difficultés. Il est facilement accessible tout autant par le versant sud (départ de la vallée du Contrin) que par le versant nord (départ du lac de Fedaia). Il démarre de la forcella Marmolada et permet d'atteindre les 3 342 m du sommet en 5 h environ.

### Ski alpin
Jusqu'en 2006, la course de ski alpin du Super Gigantissimo della Marmolada était proposée dans le cadre du Dolomiti Stars Ski Challenge, trois courses de fin de saison pour les champions et les passionnés de ski.